# Szatmárnémeti Északi Színház
A Szatmárnémeti Északi Színház (románul Teatrul de Nord Satu Mare) Szatmárnémeti városi színháza (korábban a Szatmár megyei Tanács volt a fenntartója). Két tagozattal működik, magyar társulatának neve: Harag György Társulat. Hagyományosan egyike Erdély legjelentősebb színházainak.

## Története

### Előzmények
Szatmárnémetiben a magyar nyelvű színjátszásnak 220 éves hagyománya van.  1790-ben tartották a városban az első színielőadást (vándorkomédiások).
A város saját állandó színházának megépítéséig a Csizmadia-szín adott otthont a színházi előadásoknak (de játszottak a Jeney-csűrben és Kotrókertben felállított alkalmi színpadokon is).
Saját színházépülete 1847 óta van a városnak. Ez az épület egyike volt Magyarország első kőszínházainak (1892-ig ad otthont a város színjátszásának). A korszak jelentős művészei fordultak meg benne (rövid vándorszínészi pályafutása alatt Arany János is játszott itt). Igazgatói között találjuk (1865-ben) Szigligeti Edét is.
1892-ben felavatják az új színházépületet (ebben már állandó színház működik a második világháborúig). Ma is ez ad otthont az Északi Színház intézményének. Felavatása idején a legkorszerűbb színházépületek közé tartozott (forgószínpaddal is rendelkezett).
Olyan művészek fordultak meg színpadán, mint Beregi Oszkár, Márkus Emília, Jászai Mari, Neményi Lili, Borovszky Oszkár, Poór Lili, Gróf László.
A második világháborúban bombatalálat érte a színházépületet is, melynek következtében hosszú időre használhatatlanná vált (mindaddig folyamatosan működött, még az első világháború után is). Több mint tíz évre szakadt meg a hivatásos szatmári színjátszás története ezzel – Harag György és fiatal alkotótársai 1957-es színházalapításáig.

### Az intézmény története
A Szatmárnémeti Északi Színház megalapításának (elő)története  a Harag György vezetésével Nagybányán magyar tagozatot alapító, 1953-ban végzett színésznemzedékhez kötődik. Az ő nagybányai színházalapításukkal áll össze a későbbi szatmári társulat (a mai Harag György Társulat) magja.
Miután Nagybányán elégtelennek mutatkoztak a körülmények a szakmai továbbfejlődésre (a szűkös anyagi források mellett a román tagozattal közösen használt épület állapota, mérete miatt is), 1956-ban lépéseket tettek a Szatmárnémetibe való átköltözés érdekében.
1956. szeptember 15-én a Tartományi Párt- és Végrehajtó Bizottság, elfogadva a társulat kérését, áthelyezte őket Szatmárnémetibe. 1957. április 1-ig a társulat még a Nagybányai Állami Színház szatmári magyar tagozataként működik hivatalosan.
Nehéz indulás után kezdtek csak sikereket elérni: Harag György arról számol be Négy évad mérlege című írásában, hogy a társulatot eleinte idegenkedve fogadta a szatmári közönség: mindössze hatvan-hetven ember nézte meg az előadásokat, amíg a legendás Nem élhetek muzsikaszó nélkül című előadás meg nem hozta az áttörést, és avatta a közönséget az intézmény hű "szövetségesévé".
1957. április 1-jén válik ki hivatalosan is a szatmári társulat a nagybányai színház intézményéből. Ettől kezdve Szatmári Állami Magyar Színház néven működik az intézmény, a román társulat megalakulásáig (11 éven keresztül).

#### A román tagozat megalapítása

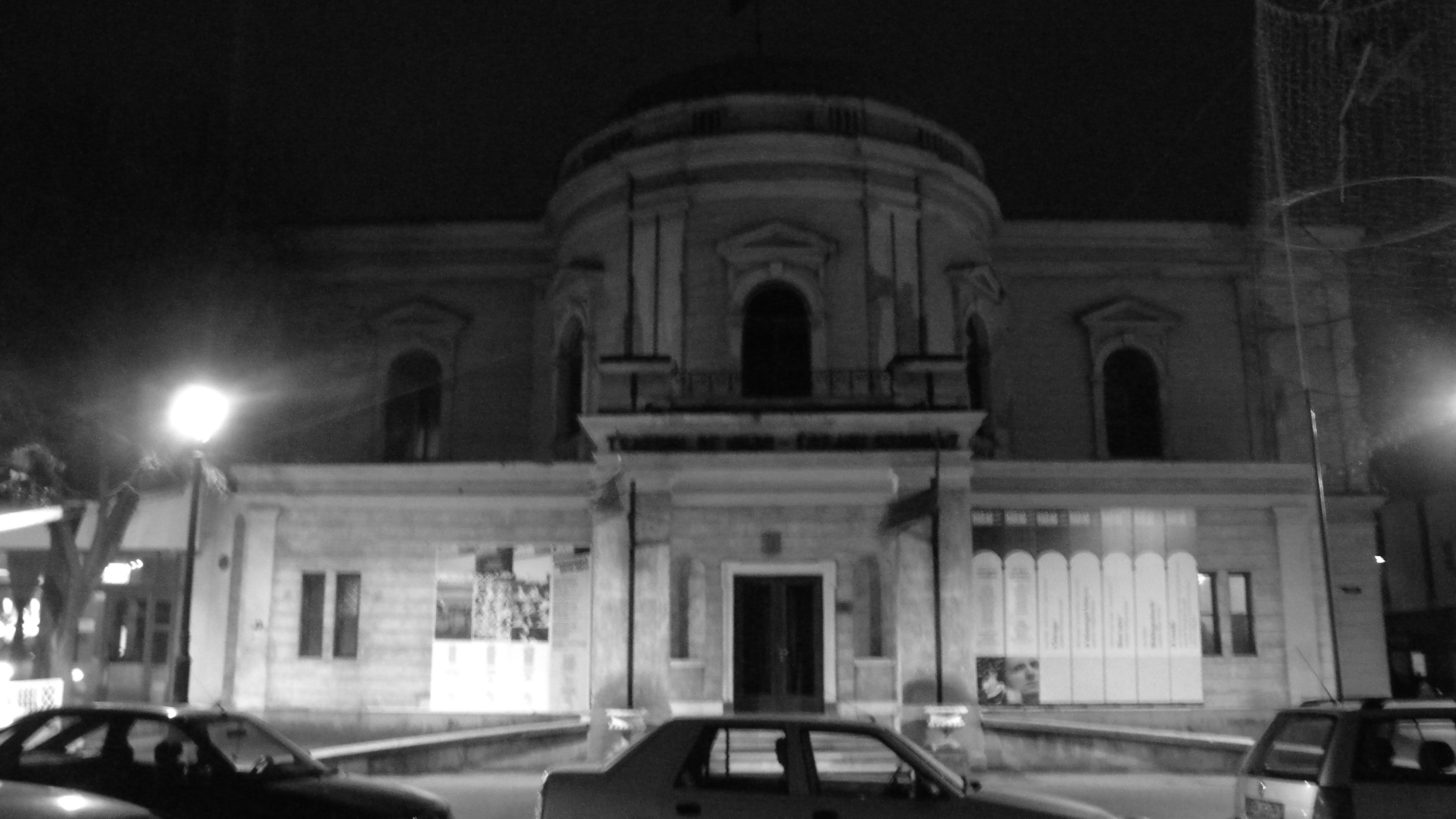
Az Északi Színház épülete éjszaka

A hatvanas évek végére a város román közössége megerősödik annyira, hogy felvetődhessen a társulatalapítás gondolata.  Szatmárnémetiben a román színjátszásnak is régebbre visszanyúló hagyományai vannak, természetesen: már a századelőn jelentkeztek a román műkedvelő színházi törekvések (és körvonalazódott egy hivatásos társulat iránti igény is), amelyek értelemszerűen Erdély és a Partium Romániához való csatolása után erősödtek meg. Ezen törekvések vezéralakja volt G. M. Zamfirescu, aki a húszas években alapított műkedvelő társulatot, román diákokkal. Az intézményesített, hivatásos színház alapítására is voltak kísérletek: a negyvenes évek végén létre is jött egy román színház, Constantin Nottara Színház néven, ám részben az állami kultúrpolitika, részben a még nem elég hangsúlyos közönségigény következtében mindössze egy évig működött (1947 és 1948 között). Ezt az egy évet leszámítva nem volt hivatásos román színház Szatmárnémetiben (a román közösség viszonylag csekély lélekszáma folytán is), a már működő színházak társulatai – köztük a Bukaresti Nemzeti Színház színészei – azonban többször is vendégszerepeltek szatmári színpadokon.
Miután a városban a hatvanas évek végére megnőtt az igény a román előadások iránt is, 1968-ban megalapították a színház román tagozatát is.
1969. január 29-én zajlott le az első román bemutató (Victor Eftimiu Betyárok (Haiducii) című darabját vitték színre).
A román tagozat megalapításával az intézmény nevét is megváltoztatták Szatmári Állami Magyar Színházról Szatmárnémeti Északi Színházra.
A mai formájában, kéttagozatos színházként működő intézmény alapításának időpontja tehát az 1968-as év, noha az intézmény (egy tagozattal) már korábban is létezett. Ebből a körülményből adódóan a román és a magyar társulat külön ünnepli az intézmény alapításának évfordulóját (valójában a társulatalapítások szerint): a román tagozat az 1968-as dátumot, míg a magyar az 1953-as (még nagybányai) színházalapítást veszi alapul.
A magyar tagozat színészei a kerek évfordulók alkalmával tisztelegnek az alapítók előtt, felkeresik a már elhunytak sírhelyeit, és közösen hajtanak fejet Tasnádon, Harag György sírjánál.

## Épületei

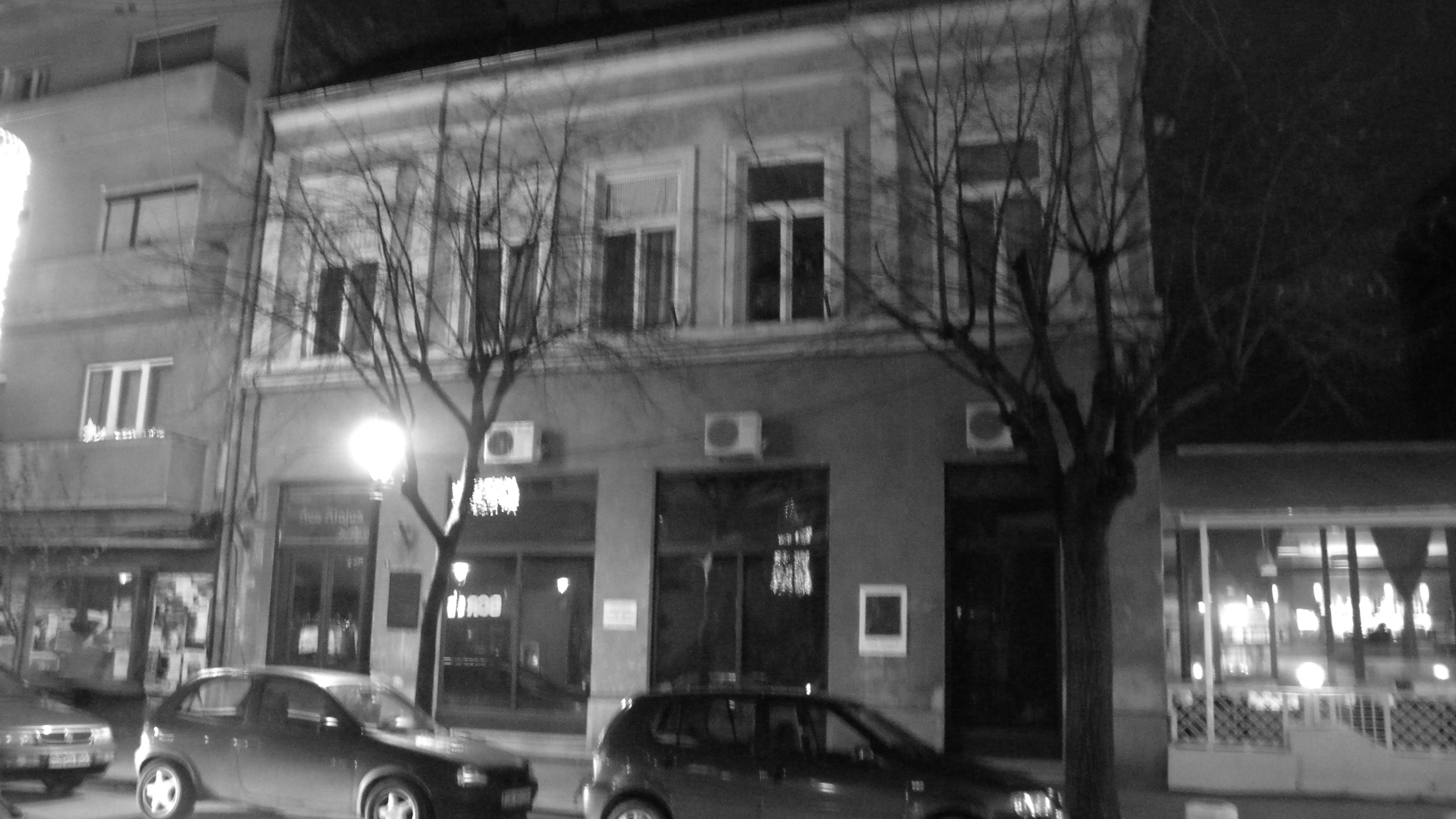
Az Ács Alajos Játékszín

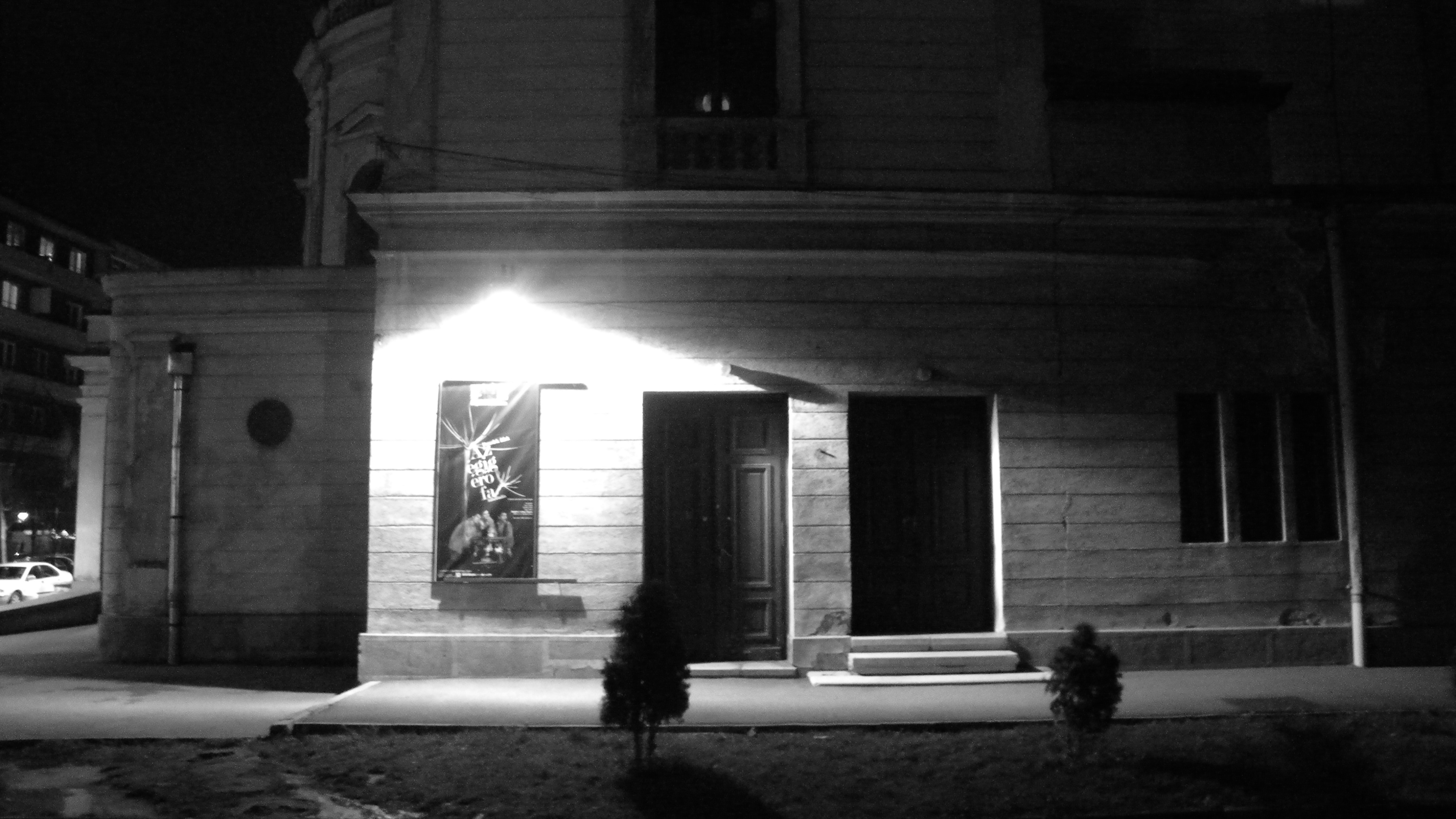
A Brighella Bábszínház bejárata, a színházépület jobb oldalán

A színháznak egy főépülete van (a kőszínház), egyike Erdély máig használatban levő történelmi kőszínházépületeinek. Egy nagyterme és egy kisterme van. Utóbbiban a Brighella Bábszínház (a magyar tagozathoz társulathoz bábtagozat) működik. A színházépület közvetlen szomszédságában található az Ács Alajos Játékszín, a stúdióelőadások helyszíne. Nevét a társulat híres alapító színészéről, egykori igazgatójáról, Ács Alajosról kapta.

### Főépület
Az Északi Színháznak otthont adó épület Szatmárnémeti második színházépülete. Alapkőletétele 1889. május 18-án volt. 1892. január 14-én adták át az épületet, ünnepélyes megnyitó keretében. Tervezője Voyta Adolf pápai műépítész volt, az építést Szikszay Lajos, debreceni építész vezette. A belső díszítést Spanraft és Hirsch készítették.
A szatmári színház épülete egy emeletes, 365 férőhelyes (ehhez hozzácsatolható a kakasülő 75 helye, amely jelenleg biztonsági okok miatt zárva) nézőtere van. Eredeti állapotához képest 4 földszintes oldalzsebet ragasztottak hozzá.

### Ács Alajos Játékszín (stúdióterem)
Az Ács Alajos Játékszín a színház közvetlen szomszédságában, egy régi bérház földszinti terében lett kialakítva. Nézőtere változtatható nagyságú és elhelyezésű (legfennebb mintegy félszáz ember befogadására alkalmas). Ács Alajos színművész halála után, Szugyiczky István színművész javaslatát elfogadva 2003-ban a Stúdió felvette a megbecsült színész-igazgató nevét.

## Fenntartók, vezetőség
Az Északi Színház fenntartója 2010 nyarától a Szatmárnémeti Városi Tanács (a helyi önkormányzat). Korábban a Szatmár Megyei Tanács volt a fenntartó (átadását hosszas egyeztetések, viták előzték meg).

### Igazgatók
- A színház kinevezett vezérigazgatója Nagy Orbán
- A Harag György Társulat művészeti igazgatója Bessenyei Gedő István
- A román tagozat művészeti igazgatója Ovidiu Caiţa
- Adminisztratív igazgató: Stier Péter
- A színház főkönyvelője, igazgatói rangban: Coleff Doina

A vezérigazgató munkáját egy, a helyi tanács által delegált helyi politikusokból álló adminisztratív tanács, a művészeti igazgatókét pedig a társulatok művészei közül választott művészeti tanács segíti.

### Vezérigazgatók az alapítás óta
- Ács Alajos
- Gergely János
- Baumgartner Tibor
- Cristian Ioan
- Stier Péter
- Andrei Mihalache
- Vasile Țăran[9]
- Nagy Orbán[10]

## Társulatok, művészszemélyzet

### A Harag György Társulat művészei[11]
- Bessenyei Gedő István művészeti igazgató
- Sorin Militaru rendező
- Nagy Regina rendező
- Fornvald Gréti díszlet- és jelmeztervező
- Szabó Anna díszlet- és jelmeztervező
- Gabriela Tănase koreográfus
- Tamás Ágnes művészeti titkár

### Színészek
- Bándi Johanna
- Gaál Gyula
- Gál Ágnes
- Kovács Éva
- Kovács Nikolett
- Laczkó Tekla
- László Zita
- Nagy Orbán
- Péter Attila Zsolt
- Poszet Nándor
- Rappert-Vencz Gábor
- Rappert-Vencz Stella
- Szugyiczky István
- Varga Sándor
- Zákány Mihály

#### Bábtagozat
- Bandura Emese bábszínész, tagozatvezető
- Nagy Regina rendező
- Bandura Tibor bábszínész
- Nagy Anikó bábszínész
- Nagy Tamás bábszínész

#### Örökös tagok
- Ács Alajos
- Bán Anna
- Bartos Ede
- Benczédi Sándor
- Bessenyei István
- Cseresnyés Gyula
- Csíky András
- Czintos József
- Deési Jenő
- Diószeghy Iván
- Elekes Emma
- Erdős I. Pál
- Farkas István
- Földesi Ilona
- Gyöngyösi Gábor
- Harag György
- Harasztosi Ica
- Kapáló Magda
- Kiss Imre
- Kozma Lajos
- Kovács Éva
- Kovács Ferenc
- Köllő Béla
- Krasznai Paula
- Méhes Kati
- Nagy Iza
- Nagy József
- Nádai István
- Nyiredi Piroska
- Soós Angéla
- Szugyiczky István
- Tompa Attila
- Tóth Páll Miklós
- Török István
- Vándor András

#### Alapítók, a társulat korábbi művészei
- Ács Alajos (alapító)
- Barta Enikő
- Benczédi Sándor
- Kovács Ferenc
- Bíró József
- Bodó A. Ottó
- Bogdán Zsolt
- Bokor Ildikó
- Csíky András (alapító)
- Csutak Réka
- Elekes Emma (alapító)
- Fekete Júlia
- Fülöp Zoltán
- Gajdó Delinke
- Gábor László
- Harag György (alapító főrendező)
- Kató Emőke,
- Kisfalussy Bálint
- Kovács Ádám
- Kovács Ferenc
- Köllő Béla (alapító)
- Kulcsár Edit Ágota
- Lőrincz András Ernő,
- Márkó Eszter,
- Nagy Iza (alapító)
- Nádai István
- Márk Nagy Ágota
- Nyíredi Piroska (alapító)
- Soós Angéla (alapító)
- Szűcs Ervin
- Tarnói Emília (alapító)
- Török István (alapító)
- Vándor András (alapító)
- Diószeghy Iván (alapító)
- ifj. Diószeghy Iván

### Román tagozat[12]
- Ovidiu Caita igazgató, rendező
- Andrei Mihalache rendező
- Alexandru Radu díszlet- és jelmeztervező
- Cristian Gatina díszlet- és jelmeztervező

Színészek: Adriana Vaida, Alina Negrău, Anca Similar, Andreea Mocan, Carmen Frățilă, Camelia Rus, Carol Erdős, Ciprian Vultur, Dana Moisuc, Diana Turtureanu, Dorin Ceoarec, Dorina Nemeș, Gabriela Dorgai, Ion Tifor, Marcel Mirea, Radu Botar, Radu Sas, Rora Demeter, Sergiu Tăbăcaru, Sorin Oros, Ștefan Bordea, Tibor Székely, Vasile Blaga, Vlad Mureșan

## Bérletrendszer
A színháznak kiterjedt, erős bérletrendszere van. A magyar tagozat bérleteit a magyar kultúra jeles személyiségeiről, illetve a társulat nagyjairól nevezik el.